# 不良行為少年
不良行為少年（ふりょうこういしょうねん）とは、自己または他人の徳性を害する（非行同然の）行為をしている少年および少女のことを意味し、少年警察活動規則に規定される。

## 概要
不良行為少年は、少年警察活動規則第2条第6号により「非行少年には該当しないが、飲酒、喫煙、深夜徘徊その他自己又は他人の徳性を害する行為を行っている少年」と規定されている。また同規則では、不良行為を「飲酒、喫煙、深夜徘徊その他自己又は他人の徳性を害する行為」と規定している。。
この法律用語としての不良行為少年は、少年法第3条第1項第3号に規定される虞犯少年と客観的構成要件（虞犯事由）で共通するが、要保護性の有無でもって概念上区別されていることから、虞犯少年の下位に位置する概念と考えられている。
上位概念の虞犯少年が少年審判の対象となるのに対し、不良行為少年は補導の対象として取り扱われる。

### 法的根拠
直接の法的根拠としては、前述のとおり、少年法第3条第1項第3号の「虞犯少年」の規定であり、虞犯少年は原則として家庭裁判所の審判の対象となることから、虞犯少年の構成要件該当性の一部である不良行為を行っている少年法上の少年については、少年法の規定に基づき任意指導としての補導、あるいは同法の規定による強制処分ができると言うものである。
また、不良行為の一部は、児童福祉法に基づく児童相談所への通告の対象となる行為であったり、都道府県青少年保護育成条例（深夜規制、入店規制など）に抵触する行為であることから、これらの法令も、これらの法令による規制の延長上として任意指導としての補導、あるいはこれら法令の規定による強制処分ができると言うものである。

### 2022年4月1日以降の特定少年に対する扱い
少年法が改正施行される2022年4月1日以降も、不良行為少年は引き続き18歳、19歳の少年（「特定少年」）に対しても適用される。
もっとも、少年法改正施行により、特定少年は前述のとおり、少年法の虞犯少年としての処分の対象外となる。
なお、児童福祉法や都道府県青少年保護育成条例の規制に関しては、従前より18歳未満が対象であるため、これらの規制の対象外である事に変化はない。
特定少年が不良行為少年に該当する不良行為を行っていたとしても、警察官は補導などの各種指導を行う法的根拠が無いため、実効力を喪失すると言う議論がある。(成人年齢引き下げ後の改正少年警察活動規則では特定少年に対する継続補導は本人の同意を得ないとできないことになった。)
ただし、警職法第2条に基づく任意の事情聴取は少年法の少年以外の成人と同様に対象となる。また、店側が自主規制により拒絶した後も居座り続けた場合不退去罪に問われる可能性もある。

## 発見した一般人の対応
発見者の対応は、虞犯少年と不良行為少年のどちらに該当するかによって変わってくる。虞犯少年の場合には家庭裁判所への通告義務（少年法第6条第1項）が生じるのに対し（原則14歳以上）、不良行為少年の場合はこのような通告義務が生じない。しかし、実際のところ、一般人が深夜徘徊などを行う少年を発見したとしても、その少年の背景をある程度知り得なければ虞犯少年なのか不良行為少年なのか区別することは難しい。発見者にとって、各都道府県警察が行う少年相談の利用が実際的である。電子メールを利用して24時間相談を受け付ける自治体もある。